# Стажёры (повесть)
«Стажёры» — приключенческая фантастическая повесть советских писателей Аркадия и Бориса Стругацких.
Повесть выпущена в 1962 году московским издательством «Молодая гвардия» с иллюстрациями художника Анатолия Белюкина. Впоследствии многократно переиздавалась.

## Сюжет
Как отмечает Большая российская энциклопедия, повесть «Стажёры» относится к социально-философской фантастике. Как и в ряде других произведениях братьев Стругацких («Полдень, XXII век (Возвращение)», «Далёкая Радуга», «Малыш», «Парень из преисподней» и пр.), сюжет повести развивается в рамках космической тематики, посвящённой «счастливому светлому будущему». Причём в повести светлое будущее показано на контрасте с будущим капиталистическим, с которым сталкивается космическая команда, инспектируя «социалистические» и «капиталистические» планеты. И хотя авторы демонстрируют стремление показать преимущества социалистического варианта, выводы героев повести не всегда совпадают с замыслом авторов. И опытный умудрённый жизнью Иван Жилин, и молодой Юра Бородин «в конце концов приходят к выводу, что никакое, даже самое замечательное научное открытие, не стоит человеческой жизни».
По формулировке критика и литературоведа А. А. Урбана, «Стажёры» как раннее произведение Стругацких «ещё расслаиваются на главы, концентрирующие выводы, где в диалогах, спорах, самоотчётах сосредоточено самое важное, и на главы приключений, в которых герои проявляют себя, доказывают слова делом». Иван Жилин порой проявляет себя в качестве резонёра, произнося длинные поучительные речи перед Бородиным. Но теперь для Стругацких важнее всего интеллектуальное содержание, хотя им ещё не всегда удаётся свести действие и мысль в один узел, не удаётся построить произведение так, чтобы фантастическая ситуация сама по себе выражала концепцию. Тем не менее стремление к такому построению произведения очевидно:174—175.
Один из героев повести предполагал, что у всех планет-гигантов имеются кольца. На момент публикации повести кольца были известны только у Сатурна. У Юпитера, 
Урана и Нептуна они были открыты позже (в 
1979, 1977 и 1989 годах).

## Проблематика
В «Стажёрах» Стругацкие, в отличие от их более ранних произведений, уже не находятся под влиянием техницизма, конфликты и проблематика переносятся в другую сферу. Согласно выводам, к которым приходят авторы, человеческий мир нельзя усовершенствовать только с помощью научно-технического прогресса — в познании и устройстве человеческой жизни надо идти от человека:174.
По мнению Марка  Амусина,
В «Стажерах» впервые возникает у Стругацких мотив социальной патологии, несовпадения родовой человеческой сущности, трактуемой авторами вполне коммунистически, и рефлексов человека частного.

## Цензура и критика
Ряд критиков выступили с негативной оценкой повести. Не имея формального повода считать повесть не соответствующей декларированной партийной линии, критики отмечали чрезмерную, по их мнению, приземлённость образов героев, обыденность и даже грубость речи, манеры, не подходящие для человека будущего.
Сами Стругацкие сначала оценивали повесть как «новое слово в фантастике», но, по словам Бориса Стругацкого, «очень скоро выросли из него». Тем не менее «в „Стажёрах“ Стругацкие меняют, а сразу же после — ломают своё мировоззрение».